# 成島真衣
成島真衣（なりしままい）は、日本のフリーイラストレーター、アニメーターである。

## 概要
CG製作会社勤務を経て、フリーランスのイラストレーター、デザイナーである。
子供向けのイラストやアニメーションを製作している。特に毎月間違い探しを作っている。